# Alois Josef Benedicter
Alois Josef Benedicter, auch Alois Josef Benedikter, (* 4. Juni 1843 in Dischingen; † 14. April 1931 in Pasing, heute zu München) war ein deutscher Maler.

## Leben
Alois Josef Benedicter wurde 1843 als Sohn eines Färbermeisters in Dischingen geboren. Mit vierzehn Jahren ging er in Kelheim bei seinem Cousin, dem Kirchen- und Dekorationsmaler Mathias Stadler, in die Lehre. 1861 ging Benedicter nach Stuttgart, wo er bei einem Dekorationsmaler arbeitete. Zwischen 1863 und 1870 studierte er dann an der Kunstakademie München bei Hermann Anschütz, Georg Hiltensperger, Alexander Strähuber und Sándor Wagner. Nach seinem Abschluss malte Benedicter vor allem großformatige Architekturbilder, musste nach einer Verletzung im Deutsch-Französischen Krieg 1870/71 auf kleinere Formate umsteigen. Bei Reisen in die Niederlande und Belgien lernte Benedicter die niederländische Genremalerei kennen und begann neben Architekturbildern und Interieurs auch Genrebilder zu erstellen. 1876 reiste Benedicter nach Italien.
Nach seiner Heirat im Jahr 1879 lebte Benedicter in Rothenburg ob der Tauber. 1893 zog die Familie nach Pasing, wo Benedicter im gleichen Jahr Mitglied der Münchner Künstlergenossenschaft wurde. Im Spätwerk wendete sich Benedicter der Landschaftsmalerei zu, es entstanden aber auch figurative Darstellungen. Peter Wiench beschreibt benedicters Stil im Allgemeinen Künstlerlexikon als „technisch perfekt, plastisch durchgestaltet und an der niederl. Genre- und Landschaftsmalerei orientiert“.